# Фосфат кадмия
Фосфат кадмия — неорганическое соединение,
соль кадмия и фосфорной кислоты с формулой Cd3(PO4)2,
бесцветные кристаллы,
не растворяется в воде.

## Физические свойства
Фосфат кадмия образует бесцветные кристаллы
гексагональной сингонии,
параметры ячейки a = 0,90 нм, c = 0,661 нм.
Не растворяется в воде.